# Paralimnophila (Paralimnophila) caledonica
Paralimnophila (Paralimnophila) caledonica is een tweevleugelige uit de familie steltmuggen (Limoniidae). De soort komt voor in het Australaziatisch gebied.